# St. Johnstone Football Club 2019-2020
Questa voce raccoglie le informazioni riguardanti il St. Johnstone Football Club nelle competizioni ufficiali della stagione 2019-2020.

## Stagione
- In Scottish Premiership il St. Johnstone si classifica al sesto posto (36 punti, in media 1,24 a partita), dietro al Livingston e davanti all'Hibernian.
- In Scottish Cup viene eliminato ai quarti di finale dal Celtic (0-1).
- In Scottish League Cup non passa la fase ai gironi, classificandosi quarto con 3 punti nel gruppo B dietro a Ross County, Forfar Athletic e Montrose e precedendo il solo Brechin City.

## Maglie e sponsor
| Casa | Trasferta |

## Rosa
| N. |                        | Ruolo | Calciatore            |
| -- | ---------------------- | ----- | --------------------- |
| 1  | Scozia (bandiera)      | P     | Zander Clark          |
| 2  | Scozia (bandiera)      | D     | Wallace Duffy         |
| 3  | Inghilterra (bandiera) | D     | Scott Tanser          |
| 4  | Scozia (bandiera)      | C     | Ross Callachan        |
| 4  | Scozia (bandiera)      | D     | Jamie McCart          |
| 5  | Estonia (bandiera)     | D     | Madis Vihmann         |
| 6  | Scozia (bandiera)      | D     | Steven Anderson       |
| 7  | Inghilterra (bandiera) | C     | Drey Wright           |
| 8  | Scozia (bandiera)      | C     | Murray Davidson       |
| 9  | Scozia (bandiera)      | A     | Chris Kane            |
| 10 | Canada (bandiera)      | A     | David Wotherspoon     |
| 11 | Scozia (bandiera)      | C     | Danny Swanson         |
| 12 | Inghilterra (bandiera) | P     | Elliot Parish         |
| 14 | Scozia (bandiera)      | A     | Stevie May            |
| 15 | Scozia (bandiera)      | D     | Jason Kerr (capitano) |

| N. |                             | Ruolo | Calciatore         |
| -- | --------------------------- | ----- | ------------------ |
| 16 | Irlanda (bandiera)          | A     | David McMillan     |
| 16 | Inghilterra (bandiera)      | C     | Matt Butcher       |
| 17 | Scozia (bandiera)           | C     | Michael O'Halloran |
| 18 | Irlanda del Nord (bandiera) | C     | Ali McCann         |
| 19 | Scozia (bandiera)           | D     | Richard Foster     |
| 19 | Scozia (bandiera)           | C     | Jason Holt         |
| 20 | Irlanda del Nord (bandiera) | C     | Kyle McClean       |
| 20 | Inghilterra (bandiera)      | C     | Isaiah Jones       |
| 21 | Scozia (bandiera)           | D     | Anthony Ralston    |
| 22 | Scozia (bandiera)           | A     | Callum Hendry      |
| 23 | Scozia (bandiera)           | D     | Liam Gordon        |
| 24 | Scozia (bandiera)           | D     | Callum Booth       |
| 26 | Scozia (bandiera)           | C     | Liam Craig         |
| 33 | Irlanda del Nord (bandiera) | A     | Matty Kennedy      |
| 50 | Scozia (bandiera)           | A     | Jordan Northcott   |